# 国際視能訓練士協会
国際視能矯正協会（こくさいしのうくんれんしきょうかい、英語: International Orthoptic Association、IOA）は、視能訓練士の国際組織である。20か国から2000人が参加している。1967年に国際視能矯正会議が行われた後、設立された。

## 加盟組織
- 日本視能訓練士協会
- カナダ視能訓練士協会
- オーストラリア視能訓練士協会
- オーストリア視能訓練士協会
- ベルギー視能訓練士協会
- 香港視能訓練士協会
- ドイツ視能訓練士協会